# FC Infesta
Der Futebol Clube Infesta ist ein portugiesischer Fußballverein aus São Mamede de Infesta im Norden des Landes.

## Geschichte
Der FC Infesta wurde 1934 gegründet und spielte lange Zeit nur im unterklassigen regionalen Amateurbereich. Anfang der 1980er Jahre erlebte der Klub einen Aufschwung, der ihn nach dem Aufstieg in die Terceira Divisão 1984 fünf Jahre später in die seinerzeit zweitklassige Segunda Divisão führte. Im Zuge einer Ligareform mit der Einführung der Segunda Divisão de Honra wurde die Segunda Divisão als dritte Liga fortgeführt, der der Klub fortan angehörte. 1994 und 1995 verpasste die Mannschaft jeweils als Vizemeister die Rückkehr in die Zweitklassigkeit, ehe sie nach der Jahrtausendwende zunehmend in die zweite Tabellenhälfte rutschte. 2005 noch einmal Tabellendritter zum Saisonende nahm die Mannschaft 2008 und 2009 jeweils an der neu eingeführten Abstiegsrunde teil. Dort verpasste sie 2009 den Klassenerhalt und stieg in die nun viertklassige Terceira Divisão ab. Damit verabschiedete sich der Klub vom höherklassigen Fußball, später trat er zeitweise sogar nur noch im unterklassigen regionalen Amateurbereich an.